# Marianne a Michael
Marianne a Michael jsou němečtí moderátoři a zpěváci dua lidové hudby, skládající se z manželského páru Adolfa Michaela Hartla (* 18. března 1949 Köflach, Štýrsko) a Marianne Hartl, rozená Reiner (* 7. února 1953 Mnichov).

## Život
Po vyučení na zámečníka se Michael učil na kytaru a zpěv tři roky. Marianne byla zpočátku daňovou asistentkou, studovala klasický zpěv a akordeon. V roce 1973 se tito dva setkali na Platzl v Mnichově a vystupovali jako pěvecké duo. V roce 1974 účinkovali ve filmu Der Jäger von Fall.
Od roku 1979 jsou ženatí a mají dva syny. 9. září 2016 se vzali v kostele v Rottach-Egern.
V roce 1986 se Marianne a Michael zúčastnili prvního Grand Prix lidové hudby a dosáhli 11. místa s písní „Heute ist Tanz“.